# Михайло Георгиевски
Михайло Георгиевски (на македонска литературна норма: Михајло Георгиевски) е славист и политик от Северна Македония.

## Биография
Роден е в 1940 година в Блатец, Кочанско, тогава в Кралство Югославия, днес Северна Македония. Доктор е на философските науки. Работи като научен съветник в Института за старославянска култура и в Националната и университетска библиотека „Свети Климент Охридски“. Георгиевски е виден археограф и изследовател на ръкописното наследство.
През 1988 година Георгиевски открива в църквата „Свети Архангели Михаил и Гаврил“ в Бенче пет ръкописа от XIV до XVI век, сред които Бенчевския литургичен сборник и Бенчевското четвероевангелие.
През 1998-2002 г. е депутат от ВМРО-ДПМНЕ.